# 5548 Тохерріот
5548 Тохерріот (5548 Thosharriot) — астероїд головного поясу, відкритий 3 жовтня 1980 року.
Тіссеранів параметр щодо Юпітера — 3,227.
Названо на честь Томаса Херріота (англ. Thomas Harriot, 1560-1621) — англійського астронома та математика.